# خالد فوزي
لواء / خالد فوزي قائد عسكري وسياسي مصري، شغل سابقا منصب رئيس المخابرات العامة. من مواليد عام 1957 وحاصل على بكالوريوس العلوم العسكرية بالكلية الحربية، مشاة، سنة 1978م. التحق بجهاز المخابرات العامة المصرية برتبة نقيب سنة 1982، وتدرج في جميع الوظائف بهيئة الأمن القومي، حتى وصل إلى رتبة اللواء، ثم تم الدفع به إلى منصب رئيس هيئة الأمن القومي سنة 2013، ثم مساعداً لرئيس المخابرات العامة المصرية لشئون الأمن القومي.

## رئاسته جهاز المخابرات العامة
أصدر الرئيس عبد الفتاح السيسي قراراً جمهورياً بتكليفه بالقيام بأعمال رئيس المخابرات العامة اعتباراً من 21 ديسمبر 2014، وبذلك يكون الرئيس رقم 20 للجهاز منذ تأسيسه.
في 18 يناير 2018 أقيل خالد فوزي من رئاسة جهاز المخابرات العامة و كلف الرئيس مدير مكتبه عبّاس كامل بتسيير أعمال جهاز المخابرات العامة لحين تعيين رئيس جديد للجهاز.